# World Domination
World Domination è il quinto album in studio del gruppo rock femminile giapponese Band-Maid, pubblicato nel 2018.

## Tracce
Testi di Miku Kobato, eccetto dove indicato.
1. I Can't Live Without You. – 3:49 (musica: Band-Maid)
2. Play – 3:19 (musica: Band-Maid)
3. One and Only – 3:22 (musica: Band-Maid)
4. Domination – 3:51 (musica: Band-Maid)
5. Fate – 4:31 (musica: Kentaro Akutsu, Band-Maid)
6. Spirit!! – 3:41 (musica: Band-Maid)
7. Rock in Me – 3:21 (musica: Tienowa, Band-Maid)
8. Clang – 4:10 (musica: Band-Maid)
9. Turn Me On – 4:15 (musica: Akutsu, Band-Maid)
10. Carry On Living – 3:32 (musica: Band-Maid)
11. Daydreaming – 3:57 (testo: Miku Kobato, Saiki Atsumi – musica: Band-Maid)
12. Anemone – 4:22 (musica: Band-Maid)
13. Alive-or-Dead – 3:44 (musica: Band-Maid)
14. Dice – 4:02 (musica: Band-Maid)

- Traccia Bonus

1. Honey (ハニー) (Mucc cover) – 3:24 (testo: Miya – musica: Miya)

## Formazione
- Saiki Atsumi – voce (eccetto traccia 7)
- Miku Kobato – chitarra, voce (7), cori
- Kanami Tōno – chitarra
- Misa – basso
- Akane Hirose – batteria